# Grand Prix de Lillers-Souvenir Bruno Comini
Le Grand Prix de Lillers-Souvenir Bruno Comini est une course cycliste disputée à Lillers dans le Pas-de-Calais. Créé en 1964, c'était une épreuve amateur jusqu'en 1995. Il fait partie de l'UCI Europe Tour depuis 2005, en catégorie 1.2. Il est par conséquent ouvert aux équipes continentales professionnelles françaises, aux équipes continentales, à des équipes nationales et à des équipes régionales ou de clubs. Les UCI ProTeams (première division) ne peuvent pas participer. L'édition 2015 est annulée pour raisons financières,. Bruno Comini était un coureur amateur des années 1950.

## Palmarès

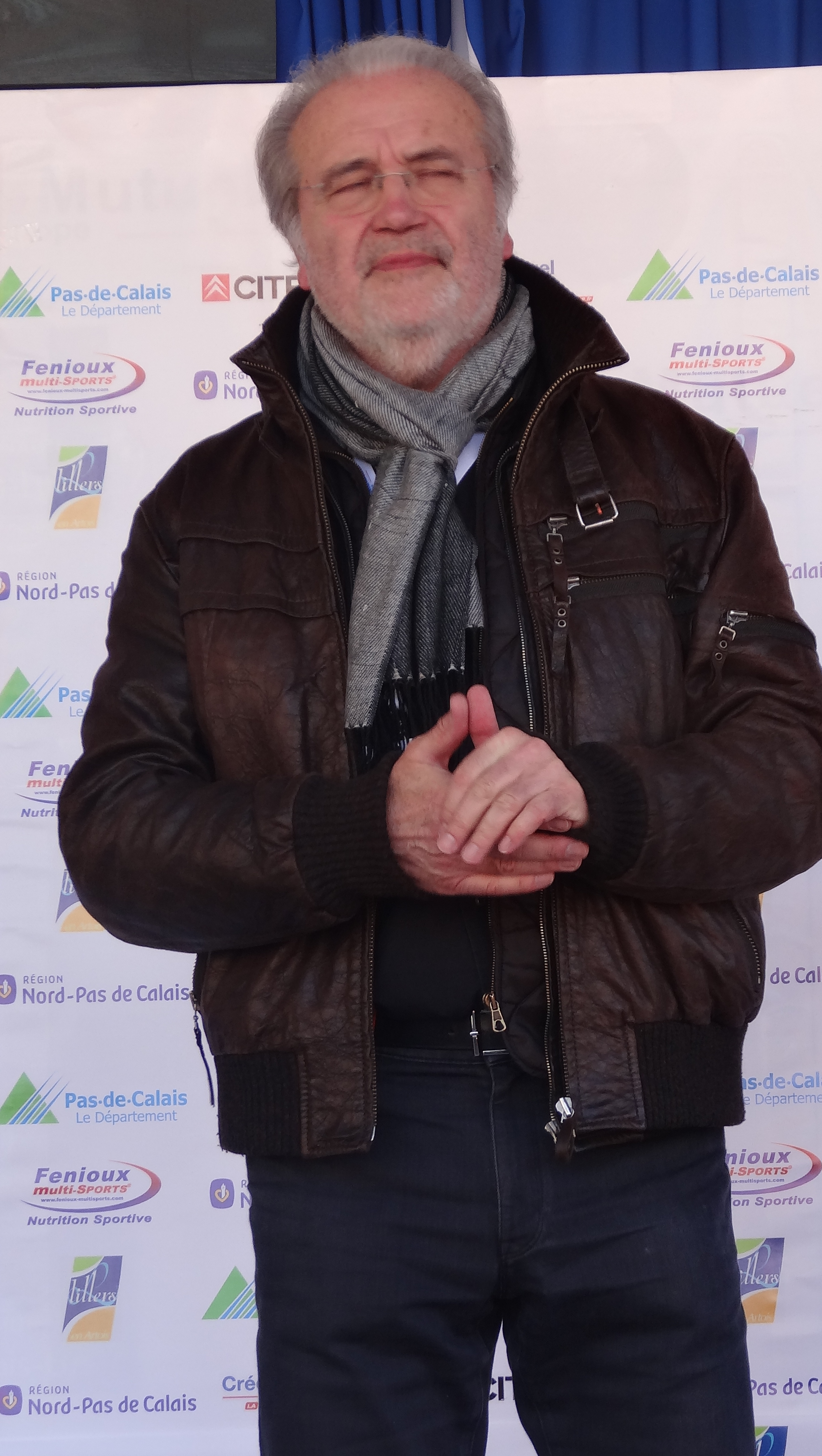
Jean Réveillon, vainqueur de l'édition 1965, présent lors de l'édition 2014.

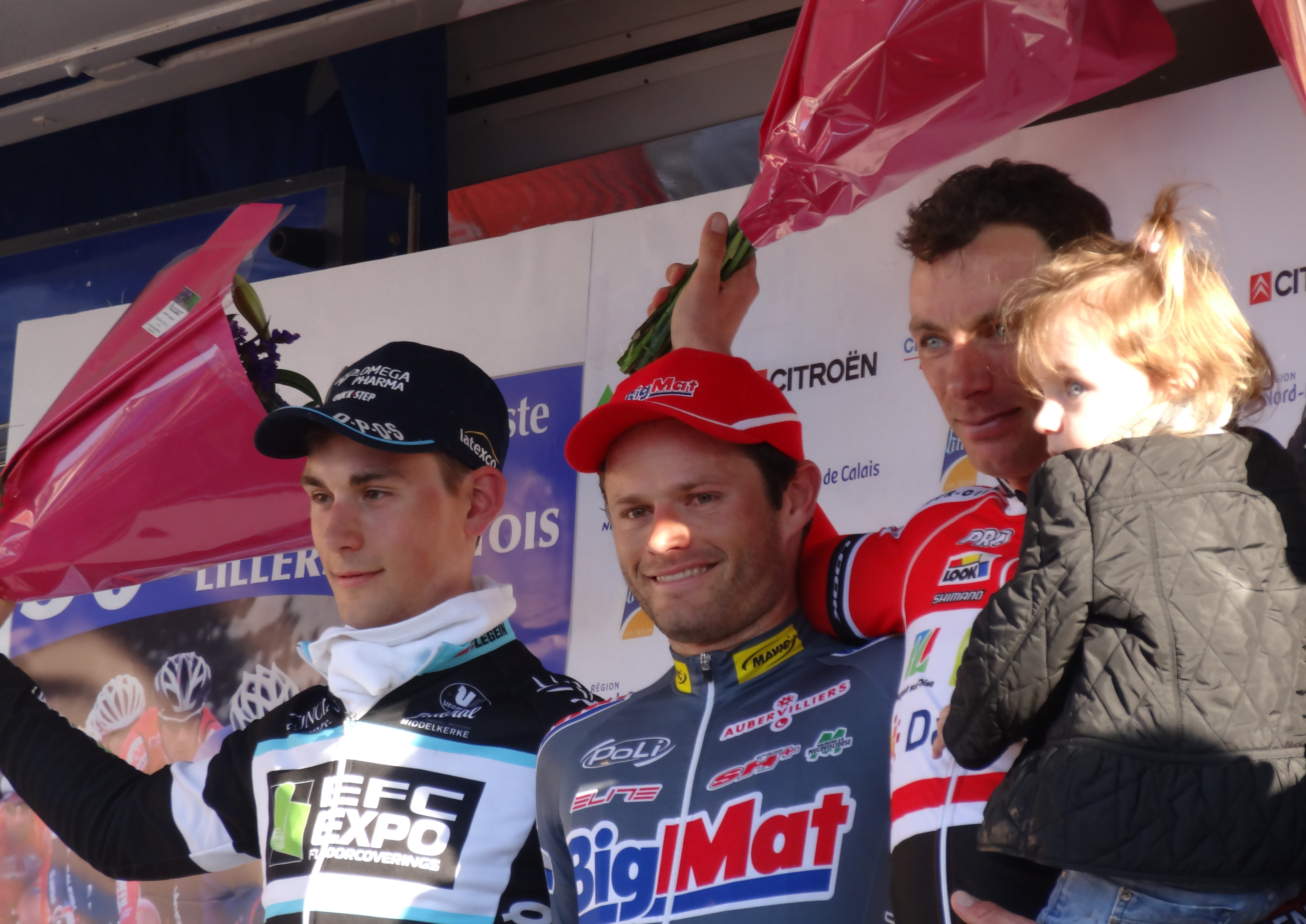
Martijn Degreve (2e), Steven Tronet (1er), et Benoît Daeninck (3e), lors de l'édition 2014.

| Année | Vainqueur                | Deuxième                 | Troisième                |
| ----- | ------------------------ | ------------------------ | ------------------------ |
| 1964  | Claude Rigaut            | Stéphan Kowalczik        | C. Dubreucq              |
| 1965  | Jean Réveillon           | Claude Neuts             | Claude Coyot             |
| 1966  | Patrick Cuny             | Gérard Olbé              | André Mollet             |
| 1967  | Jacques-André Hochart    | José Samyn               | Alain Vasseur            |
| 1968  | André Mollet             | Ghislain Laigle          | Élie Lefranc             |
| 1969  | Robert Mintkiewicz       | Daniel Dussez            | Serge Dhondt             |
| 1970  | Michel Lefèvre           | Gérard Olbé              | Guy Leleu                |
| 1971  | Guy Leleu                | Willy Smeckens           | Karl-Heinz Küster (de)   |
| 1972  | Claude Tollet            | Willy Fersner            | Marc Verbeeck            |
| 1973  | Klaus-Peter Thaler       | August Van Looy          | Willy Van den Ouweland   |
| 1974  | Alain Molmy              | Serge Mailhe             | Willy Van den Ouweland   |
| 1975  | Eddy Copmans             | Éric Lalouette           | Willy Van den Ouweland   |
| 1976  | Jacques Dutailly         | Serge Dheruelle          | Claude Baveye            |
| 1977  | Claude Baveye            | Guy Leleu                | Didier Vanoverschelde    |
| 1978  | Olivier Vantielcke       | Wim Lugtenburg           | Gilles Mahé              |
| 1979  | Robert Millar            | Fabien De Vooght         | Loubé Blagojevic         |
| 1980  | Philippe Miotti          | Denis Hundt              | Didier Ramet             |
| 1981  | Jean-Philippe Pipart     | Jeff Williams (en)       | André Traché             |
| 1982  | Jean-Philippe Pipart     | John de Crom             | Herman Winkel (nl)       |
| 1983  | Rinus Ansems             | Dominique Lecrocq        | Ron Snijders             |
| 1984  | Brian Holm               | Paul Watson (en)         | Éric Martin              |
| 1985  | Jacques Dutailly         | Søren Lilholt            | Rinus Ansems             |
| 1986  | Vincent Thorey           | Jean-François Laffillé   | Bertrand Zielonka        |
| 1987  | Yvan Frebert             | Philippe Delaurier       | Jean-François Laffillé   |
| 1988  | Bruno Bonnet             | Dominique Dieryckx       | Vincent Lacressonnière   |
| 1989  | William Pérard           | Thierry Barrault         | Jean-Jacques Philipp     |
| 1990  | Jean-François Laffillé   | Thierry Gouvenou         | Laurent Boucher          |
| 1991  | Jean-François Laffillé   | Bjørn Stenersen          | Sławomir Krawczyk        |
| 1992  | Bennie Gosink            | Jeroen Hermes            | Saulius Šarkauskas       |
| 1993  | Jeroen Blijlevens        | Fabrice Naessens         | David Derique            |
| 1994  | Jean-François Laffillé   | Cédric Vasseur           | Fabrice Naessens         |
| 1995  | Grégory Barbier          | Ronald Withag            | Jean-François Laffillé   |
| 1996  | Niko Eeckhout            | Stéphane Hennebert       | Anthony Morin            |
| 1997  | Niko Eeckhout            | Cédric Vasseur           | Stéphane Cueff           |
| 1998  | Geert Verheyen           | Alexandre Vinokourov     | Torsten Schmidt          |
| 1999  | Bjørnar Vestøl           | Chris Peers              | Martin Rittsel           |
| 2000  | Francis Moreau           | Jérôme Desjardins        | Dmitriy Fofonov          |
| 2001  | Jean-Michel Tessier      | Sven Teutenberg          | Steffen Radochla         |
| 2002  | Pascal Deramé            | Jimmy Engoulvent         | Yanto Barker             |
| 2003  | Damien Nazon             | Sébastien Hinault        | Joost Posthuma           |
| 2004  | Benny De Schrooder       | Franck Perque            | Kevin Van der Slagmolen  |
| 2005  | Johan Coenen             | David Boucher            | Vytautas Kaupas          |
| 2006  | Markus Eichler           | Anthony Jaunet           | Médéric Clain            |
| 2007  | Benoît Daeninck          | Mario Ickx (de)          | Tom Leezer               |
| 2008  | Domenik Klemme           | Benoît Daeninck          | Matthias Friedemann      |
| 2009  | Aleksejs Saramotins      | Alexandre Lemair         | Jean-Marc Bideau         |
| 2010  | Benoît Daeninck          | Jean-Marc Bideau         | Renaud Dion              |
| 2011  | Denis Flahaut            | Fabien Bacquet           | Nikola Aistrup           |
| 2012  | Russell Downing          | Jean-Lou Paiani          | Laurent Mangel           |
| 2013  | Benoît Daeninck          | Olivier Pardini          | Steven Tronet            |
| 2014  | Steven Tronet            | Martijn Degreve          | Benoît Daeninck          |
| 2015  | Annulé                   | Annulé                   | Annulé                   |
| 2016  | Stijn Steels             | Christopher Piry         | Tim Declercq             |
| 2017  | Thomas Boudat            | Yannis Yssaad            | Justin Jules             |
| 2018  | Jérémy Lecroq            | Yoann Paillot            | Alfdan De Decker         |
| 2019  | Annulé en raison du vent | Annulé en raison du vent | Annulé en raison du vent |
| 2020  | Florian Vachon           | Arjen Livyns             | Thibault Guernalec       |
| 2021  | Annulé                   | Annulé                   | Annulé                   |
| 2022  | Milan Menten             | Gianluca Pollefliet      | Jason Tesson             |
| 2023  | Andreas Stokbro          | Norman Vahtra            | Morne van Niekerk        |
| 2024  | Emmanuel Morin           | Steffen De Schuyteneer   | Antoine Aebi             |
| 2025  | Matthew Brennan          | Valentin Tabellion       | Alfie George             |